# Stemmocrypta antennata
Stemmocrypta antennata – gatunek pluskwiaków i podrzędu różnoskrzydłych i infrarzędu Dipsocoromorpha.

## Taksonomia
Gatunek ten opisany został w 1983 roku przez Pavla Štysa i umieszczony przez niego w monotypowych: rodzaju Stemmocrypta i rodzinie Stemmocryptidae. Tę z kolei Jacek Szwedo umieścił w monotypowej nadrodzinie Stemmocryptoidea.

## Morfologia
Pluskwiak o wydłużonym, miękkim, słabo zesklerotyzowanym ciele długości od 2 do 2,4 mm i jasnobrązowej barwy. W przeciwieństwie do innych Dipsocoromorpha przyoczka umieszczone są na głowie w pozycji zaocznej i stykają się z tylnymi krawędziami oczu złożonych. Czułki również wyróżniają się na tle infrarzędu: trzy ostatnie ich człony są dość krótkie, podobnych długości i pozbawione długich szczecinek. Skierowana ku przodowi kłujka dorównuje długością głowie. Spośród czterech budujących ją członów pierwszy jest bardzo krótki, drugi krótki, a trzeci i czwarty dłuższe. Zarysem zbliżone do trapezu przedplecze pozbawione jest obrączki apikalnej. Luźno na siebie nachodzące, błoniaste półpokrywy mają uwstecznione użyłkowanie, niewyodrębnione międzykrywki, długie zgięcie kostalne oraz biegnące przed żyłką radialną zgięcie medialne. Krótkie odnóża mają nabrzmiałe stopy i wyposażone w grzbietowe oraz brzuszne arolium przedstopia. Przednie odnóża samców mają stopy trójczłonowe, a samic dwuczłonowe. Pozostałe pary odnóży u obu płci mają stopy trójczłonowe. Na zatułowiu leży pojedyncze ujście nieparzystego gruczołu zapachowego oraz jego ewaporatorium. Odwłok ma przetchlinki umieszczone na laterotergitach segmentów od drugiego do siódmego oraz na błonie tuż za zatułowiem. U samca odwłok cechuje się asymetrycznym i zaopatrzonym w przysadkowate laterotergity segmentem ósmym, asymetrycznymi: pygoforem i laterotergitami segmentu dziewiątego oraz skomplikowanej budowy fallusem. Samice mają płytkowatego kształtu pokładełko oraz siódme sternum odwłoka przekształcone w płytkę subgenitalną.

## Ekologia i występowanie
Owada tego znajdowano w trakcie przesiewania ściółki oraz w pułapkach na światło ultrafioletowe. Prawdopodobnie jest drapieżnikiem i nie ma zdolności wykonywania skoków.
Gatunek endemiczny dla Papui-Nowej Gwinei, znany wyłącznie z wyspy Laing.